# Södermanlands runinskrifter 225

Runinskrift Sö 225 är utförd på en runsten i Grödby i Sorunda socken. Stenen står strax intill Sö 224.
Runstenen har en välformad och tydlig ornamentik med den traditionella ormen och ett kristet kors. Skriften innehåller dock tecken som inte uteslutande är runor, varmed texten saknar språklig mening. Den som ristade eller lät rista stenen kan, med inspiration från andra runstenar i trakten, ha gjort denna i ett dekorativt och ägobetecknade syfte för att främja gårdens status. Endast en fri bonde med egen gård hade rättigheten att resa en runsten.